# Aston I. Chichester
Aston Ignatius Chichester, né  le 22 mai 1879 à Ostende (Belgique) et décédé le 24 octobre 1962, à Rome (Italie) était un prêtre jésuite anglais, missionnaire en Rhodésie du Sud (Zimbabwe) et vicaire apostolique puis premier archevêque de Salisbury, à partir de 1931.

## Biographie

### Jeunesse et formation
Né le 22 mai 1879 à Ostende, en Belgique, de parents d’origine anglaise appartenant à la tradition des Récusants le jeune Aston fait ses études au Mount St Mary’s College, près de Sheffield. Il entre au noviciat des Jésuites anglais, à Roehampton (Londres), le 7 septembre 1897. A la fin de sa formation spirituelle et académique, durant laquelle il enseigna quelque temps aux collèges de Beaumont et de Wimbledon, il est ordonné prêtre le 21 septembre  1913, à St. Beuno's (Clwyd), au Pays de Galles.

### Missionnaire en Rhodésie
Le père Chichester semble bien engagé sur la voie de l’éducation de la jeunesse - il est recteur du collège de Wimbledon de 1917 à 1921 puis de Beaumont, de 1921 à 1929 - lorsqu’il est envoyé en 1929 comme missionnaire en Rhodésie du Sud, une colonie britannique en Afrique centrale (aujourd’hui Zimbabwe), où il devient bientôt (24 février 1931) le premier vicaire apostolique de Salisbury (aujourd’hui Harare). Le père Chichester est ordonné évêque le 19 juillet 1931, à Salisbury.

### Vicaire apostolique de Salisbury
Au cours des vingt-cinq années (1931-1956) de son épiscopat, l’Église catholique connait une grande expansion, qui à son arrivée ne comptait que 20000 fidèles. Le premier mois suivant son ordination épiscopale, il ouvre un noviciat pour les religieux autochtones. Il contribue à la fondation d’autres congrégations religieuses dans les diocèses d’Umtali (aujourd’hui Mutare), Gweru et Lusaka.
En janvier 1936, il inaugure à Chishawasha - une mission jésuite déjà ancienne à 25 km de Salisbury - un grand séminaire pour la formation d’un clergé autochtone, prenant soin personnellement de la vie spirituelle et académique des étudiants. Les trois premières ordinations sacerdotales d’un clergé africain autochtone y seront célébrées en 1947.
Les missionnaires jésuites anglais ne suffisant pas à la tâche Mgr Chichester fait appel à la Société missionnaire suisse de Bethléem qui envoie ses premiers missionnaires en 1938. Plus tard les pères carmes irlandais sont également sollicités. Cela conduit à la création (en 1950) du vicariat de Fort Victoria (confié aux pères bethléemites) et de la préfecture d’Umtali (en 1953) confiée aux Carmes irlandais.
Parmi les nombreuses œuvres apostoliques qu’il a inspirées, le Centre de formation d’enseignants de Kutama (1939) et l’école secondaire Saint-Xavier (1945), furent confiés aux Frères maristes. Robert Mugabe, le premier dirigeant du Zimbabwe indépendant, y fit ses études.

### Archevêque de Salisbury
Lorsque les structures hiérarchiques de l’Église catholique sont érigées en Rhodésie du Sud (1 janvier 1955), Mgr Chichester devient le premier archevêque métropolitain de Salisbury. Il a deux diocèses suffragants : Umtali (Mutare) et Gwaru.  Un an et demi plus tard, le 23 novembre 1956 il donne sa démission.
Cela ne l’empêche pas de participer au concile Vatican II (1962-1965).  Cependant, il meurt inopinément le 24 octobre 1962, alors qu’il monte les marches conduisant à la basilique Saint-Pierre de Rome pour y participer à une session du concile.  Il avait 83 ans.